# 嗜殺路人甲
《嗜殺路人甲》（英語：The Strangers: Chapter 1）是一部2024年美國恐怖片，《陌路狂殺》系列電影的第三部作品，也是新構思三部曲的首部，皆改編自2008年的《陌路狂殺》。本片由雷尼·哈林執導，艾倫·R·科恩（Alan R. Cohen）和艾倫·弗里德蘭（Alan Freedland）編劇。曼德萊娜·佩奇與佛洛伊·古提爾雷斯在片中扮演一對夫婦，他們在公路旅行中遭遇了三名兇殘的蒙面陌生人。
《嗜殺路人甲》2024年5月8日在活力洛城首映，2024年5月17日在美國上映。電影同時拍攝了兩部續集——《嗜殺路人甲2》及《嗜殺路人甲3》。

## 演員
- 曼德萊娜·佩奇（英语：Madelaine Petsch）飾演瑪雅（Maya）
- 佛洛伊·古提爾雷斯（英语：Froy Gutierrez）飾演萊恩（Ryan）
- 蓋布瑞爾·貝索飾演葛雷葛利（Gregory）
- 艾瑪·霍瓦特飾演雪莉（Shelly）
- 瑞秋·珊頓（英语：Rachel Shenton）飾演黛比（Debbie）
- 李察·布雷克飾演羅特警長（Sheriff Rotter）
- 艾拉·布魯科列里（Ella Bruccoleri）飾演潔絲敏（Jasmine）[6]
- 馬圖什·拉賈克（Matus Lajcak）飾演稻草人（Scarecrow）
- 奧莉薇亞·克羅伊佐娃（Olivia Kreutzova）飾演娃娃臉（Dollface）
- 萊蒂齊亞·法布里（Letizia Fabbri）飾演海報女郎（Pin-Up Girl）

## 外部連結
- 官方网站
- 互联网电影数据库（IMDb）上《嗜殺路人甲》的资料（英文）